# Distretto di Foro
Il distretto di Foro è uno dei nove distretti della regione del Mar Rosso Settentrionale, in Eritrea. Ha per capoluogo la città di Foro.